# 丰索姆
丰索姆（法語：Fonsomme，法語發音：[fɔ̃sɔm]）是法国上法蘭西大區埃纳省的一个市镇，属于圣康坦区。

## 地理
丰索姆（49°54'9"N, 3°23'58"E）面积9.6 平方千米，位于法国上法蘭西大區埃纳省，该省份为法国北部内陆省份，北起北部省，西接索姆省和瓦兹省，东临阿登省和马恩省，西南至塞纳-马恩省，东北部与比利时接壤。
与丰索姆接壤的市镇（或旧市镇、城区）包括：克鲁瓦丰索姆、小埃西尼、埃塔沃和博基欧、菲约莱讷、方丹圣母村、方丹于泰尔特、翁布利耶尔。

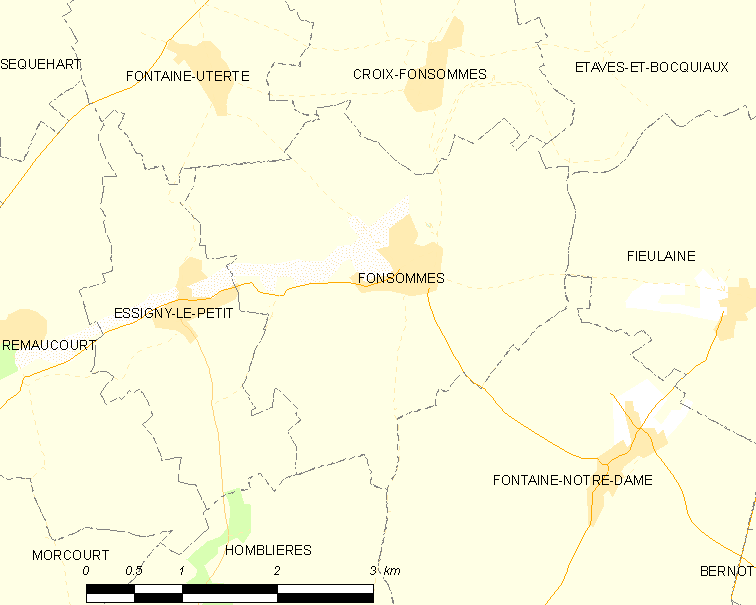
丰索姆的OSM定位图

丰索姆的时区为UTC+01:00、UTC+02:00（夏令时）。

## 行政
丰索姆的邮政编码为02110，INSEE市镇编码为02319。

## 政治
丰索姆所属的省级选区为圣康坦第二县。

## 人口

1962-2008年间丰索姆人口变化图示

丰索姆于2022年1月1日时的人口数量为517人。